# Meliosma idiopoda
Meliosma idiopoda är en tvåhjärtbladig växtart som beskrevs av Sidney Fay Blake. Meliosma idiopoda ingår i släktet Meliosma och familjen Sabiaceae. Inga underarter finns listade.